# Deportările sovietice din Estonia
Deportările sovietice din Estonia au fost o serie de mutări forțate în masă efectuate de autoritățile sovietice a cetățenilor din Estonia în 1941 și în 1945–1951. Cele mai mari două valuri de deportare au avut loc în iunie 1941 și martie 1949, simultan în toate cele trei state baltice (Estonia, Letonia și Lituania). Deportările au vizat în principal femeile, copii și oamenii în vârstă, care au fost etichetați ca „elemente antisovietice”. În plus, au avut loc deportări bazate pe etnia cetățenilor sovietici (germanii în 1945 și finlandezii ingrieni în 1947–1950) și religie (Martorii lui Iehova în 1951). Rezidenții estoni din Regiunea Leningrad fuseseră deja deportați încă din 1935.
Estonii au fost deportați în regiuni îndepărtate ale Uniunii Sovietice, în principal în Siberia și nordul Kazahstanului, fiind transportați în vagoane de vite. Familii întregi, inclusiv copii și bătrânii, au fost deportați fără să fie judecați sau anunțați din timp. Dintre deportații din martie 1949, peste 70% au fost femei și copii mai tineri de 16 ani.
Aproximativ 7.550 de familii, adică 20.700 de oameni, au fost deportați din Estonia.
Kaitsepolitseiamet (poliția secretă estonă) a pus sub acuzare mai mulți organizatori ai acestor evenimente. Deportările au fost calificate în mai multe rânduri de Parlamentul Estoniei (Riigikogu) ca fiind crime împotriva umanității și au fost recunoscute ca atare de Curtea Europeană a Drepturilor Omului.

## Deportările din iunie 1941

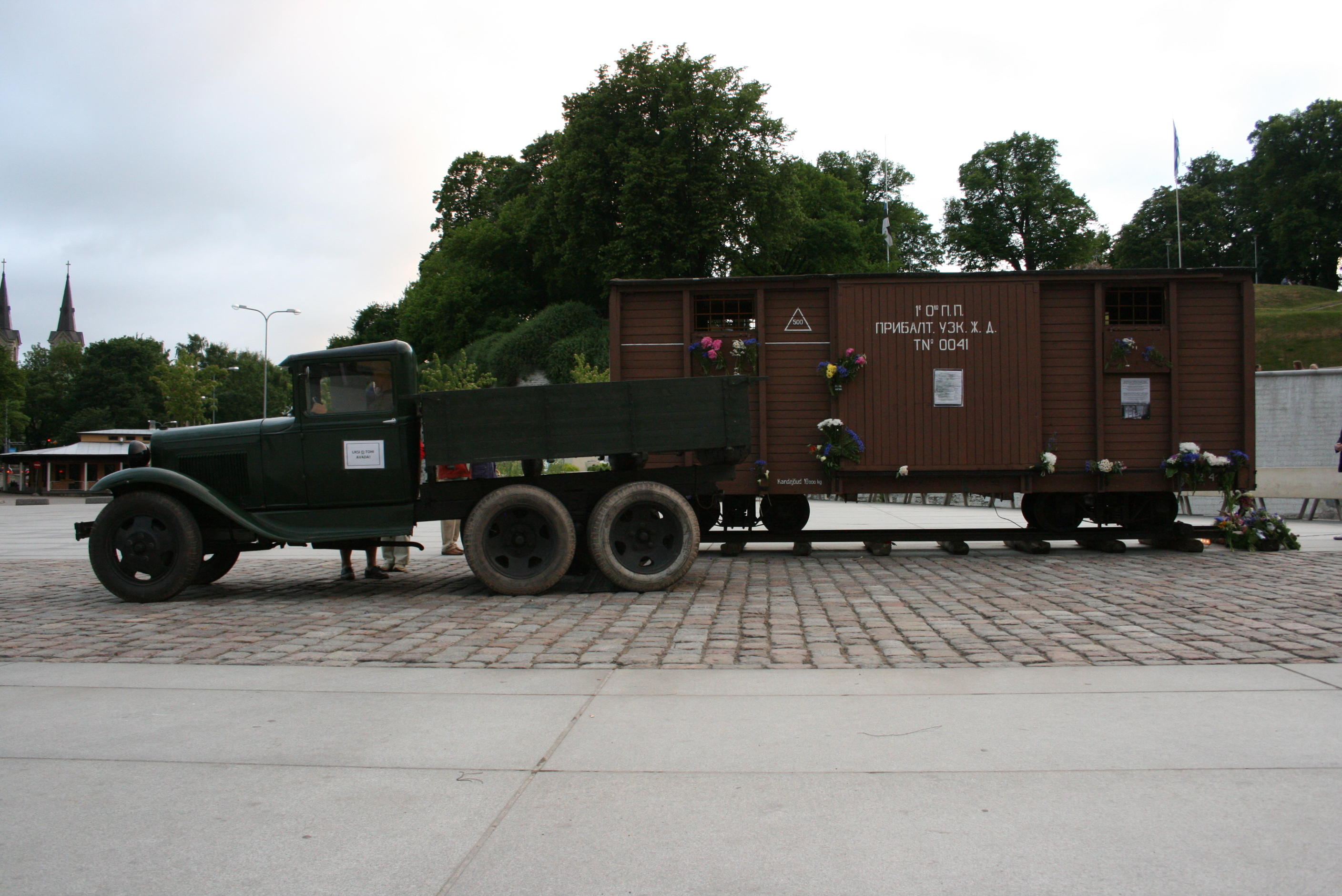
Exoziție cu vehiculele similare cu cele folosite pentru deportarea oamenilor în Siberia în 1941.

În Estonia, ca și în alte teritorii anexate de Uniunea Sovietică în 1939–1940, prima deportare în masă a cetățenilor de rând a fost făcută de organele republicane ale NKGB⁠(d) din RSS Estonă sub comanda lui Boris Kumm (președinte), Andres Murro, Aleksei Shkurin, Veniamin Gulst și Rudolf James, în conformitate cu decretul comun stict secret Nr 1299-526ss Hotărâre privind evacuarea elementelor periculoase din punct de vedere social din republicile baltice, Ucraina de vest, Belarusul de vest și Moldova al Comitetului Central al Partidului Comunist (bolșevicii) al Uniunii Sovietice și al Sovietului Comisarilor Poporului al Uniunii Sovietice din 14 mai 1941. Procedura de deportare a fost stabilită prin așa-numitele Instrucțiuni Serov (cu titlul oficial „Cu privire la procedura de deportare a elementelor antisovietice din Lituania, Letonia și Estonia”).
Primele represiuni au vizat elita națională estonă. Pe 17 iulie 1940 a fost arestat împreună cu întreaga familie comandantul forțelor terestre estoniene, Johan Laidoner⁠(d) și deportat în Penza. Pe 30 iulie 1940 a fost arestat împreună cu întreaga familie președintele republicii, Konstantin Päts⁠(d) și deportat în Ufa. În 1941, ambii au fost arestați. Conducerea politică și militară a Estoniei a fost deportată aproape în întregime. Zece din cei unsprezece miniștri ai guvernului eston interbelic și 68 dintre cei 120 de membri ai parlamentului au fost deportați.
Pe 14 iunie 1941 și în următoarele două zile, între 9.254 și 10.861 de persoane, cei mai mulți locuitori ai orașelor, dintre care peste 5.000 de femei și peste 2.500 de copii sub 16 ani, 439 evrei (peste 10% din populație evreiască a Estoniei) au fost deportați în principal în regiunile Kirov și  Novosibirsk.
Doar 4.331 persoane s-au mai întors în Estonia. 11.102 persoane trebuiau deportate din Estonia în conformitate cu ordinul din 13 iunie, dau unele au reușit să scape. Deportări asemănătoare s-au desfășurat în Letonia și Lituania în aceeași perioadă de timp. Câteva săptămâni mai târziu, aproximativ 1.000 de persoane au fost arestate în Saaremaa în vederea deportării, dar acțiunea a fost întreruptă când Germania Nazistă a declanșat invazia în Uniunea Sovietică. Un mare număr de prizonieri au fost eliberați de forțele germane.
Despre primul val de deportare există numeroase documente și mărturii, numeroși martori oculari reușind să fugă în străinătate în timpul celui de-al Doilea Război Mondial. Despre deportările făcute după 1944 există însă mult mai puține documente și mărturii.
Dacă în iulie 1941, Estonia a fost ocupată de forțele germane, Armata Sovietică a recucerit republica în 1944. De îndată ce autoritățile sovietice s-au reinstalat în Estonia, deportările au reînceput. În august 1945, 407 persoane, cei mai mulți dintre ei persoane cu origine germană, au fost deportați din Estonia în Ținutul Perm. 18 familii (51 de persoane]] au fost deportate în Regiunea Tiumen în octombrie, 37 de familii (87 de persoane) în noiembrie și alte 37 de familii (91 de persoane) în decembrie 1945, cu toții fiind etichetați ca „trădători”.

## Deportarea din martie 1949
În timpul perioadei de colectivizare a agriculturii în republicile baltice, Sovietul miniștrilor (guvernul) a emis pe 29 ianuarie 1949 decretul stric secret No. 390–138ss, prin care ordona  Ministerulului Securității Statului (MGB) să exileze pe vecie chiaburii (culacii) și dușmanii poporului din republicile baltice.
La primele ore ale zilei de 25 martie 1949, a fost declanșat de către  MGB al doilea val major de deportare din statele baltice, Operațiunea Priboi. Deportarea trebuia să afecteze 30.000 de estoni, inclusiv țărani. Generaul-locotenent Piotr Burmak, comandantul trupelor Ministerului Securității Statului (MGB) a fost responsabil de întreaga operațiune. În Estonia, deportările au fost organizate de Boris Kumm⁠(d), ministrul securității statului al Estoniei sovietice, și de generalul-maior Ivan Ermolin, reprezentantul MGB în Estonia. Peste 8.000 de persoane au reușit să scape de deportare, dar 20.722 de persoane, (7.500 de familii, peste 2.5% din populația Estoniei, aproape jumătate femei și peste 6.000 de copii și 4.300 de bărbați) au fost trimiși în Siberia în următoarele trei zile. Ceva mai mult de 10% dintre aceștia erau bărbați apți de muncă. Au fost deportați infirmi și femei gravide sau nou născuți. Numeroși copii au fost separați de familiile lor. Cel mai tânăr deportat a fost fetița de o zi Virve Eliste din insula Hiiumaa, care a murit un an mai târziu în Siberia. Cel mai în vârstă deportat a fost Maria Raagel de 95 de ani. Nouă trenuri cu deportați au fost trimise în Regiunea Novosibirsk, șase în Ținutul Krasnoiarsk, două în Regiunea Omsk și două în Regiunea Irkutsk.
Mulți dintre cei deportați au murit pe drum, iar alții nu s-au mai întors niciodată în Estonia. Acest al doilea val de deportare în masă a fost gândit să înlesnească colectivizarea agriculturii, proces care înainta cu greu în republicile baltice. Ca urmare, până la sfârșitul lunii aprilie 1949, jumătate dintre fermierii individuali din Estonia se înscriseseră in cooperativele agricole (colhozuri).

În perioada 1948–1950, au fost deportați din RSS Estonă mai mulți finlandezi ingrieni. Ultima campanie amplă de deportare din Estonia a avut loc în 1951, când membrii unor grupuri religioase din țările baltice RSS Moldovenească, Ucraina de Vest și RSS Belarusă au fost victimele colonizărilor forțate.

## Alte deportări
În afară de principalele valuri de deportare, indivizi sau familii întregi au fost deportate în acțiuni de mai mică amploare începând cu prima ocupație din 1940 până în vremurile  „dezghețului” lui Hrușciov din 1956. Deportările au fost oprite doar timp de trei ani în 1941–1944, când Estonia a fost ocupată de Germania Nazistă.
Experiența estonienilor cu primul an de ocupație sovietică, care a inclus deportarea din iunie, a dus la două fenomene importante:
- A motivat un număr mare de refugiați să părăsească Estonia, mai ales cu nave care traversau Marea Baltică, la sfârșitul anului 1944, după ce știrile despre retragerea armatei germane au devenit publice. Se știe că aproximativ 70.000 de persoane au ajuns la destinație. Un număr necunoscut de refugiați au murit în timpul traversării mării în naufragii provocate de furtunile de toamnă sau a războiului naval.[29]
- A motivat mulți estonieni, care anterior fuseseră destul de sceptici în legătură cu înrolarea în armata germană (între ianuarie 1943 și februarie 1944, aproximativ 4.000 de persoane, în mare parte bărbați, peste jumătate dintre ei cu vârsta sub 24 de ani, adică persoane apte pentru serviciul militar, fugiseră în Finlanda[30]) să se alăture legiunilor străine recent create de Waffen-SS, să încerce să apere Estonia de Armata Roșie și să evite astfel o nouă ocupație sovietică.

Doar după 1956, în timpul vremurile „dezghețului” lui Hrușciov, unii dintre supraviețuitorii deportărilor au primit dreptul să se reîntoarcă în Estonia.

## Statutul legal

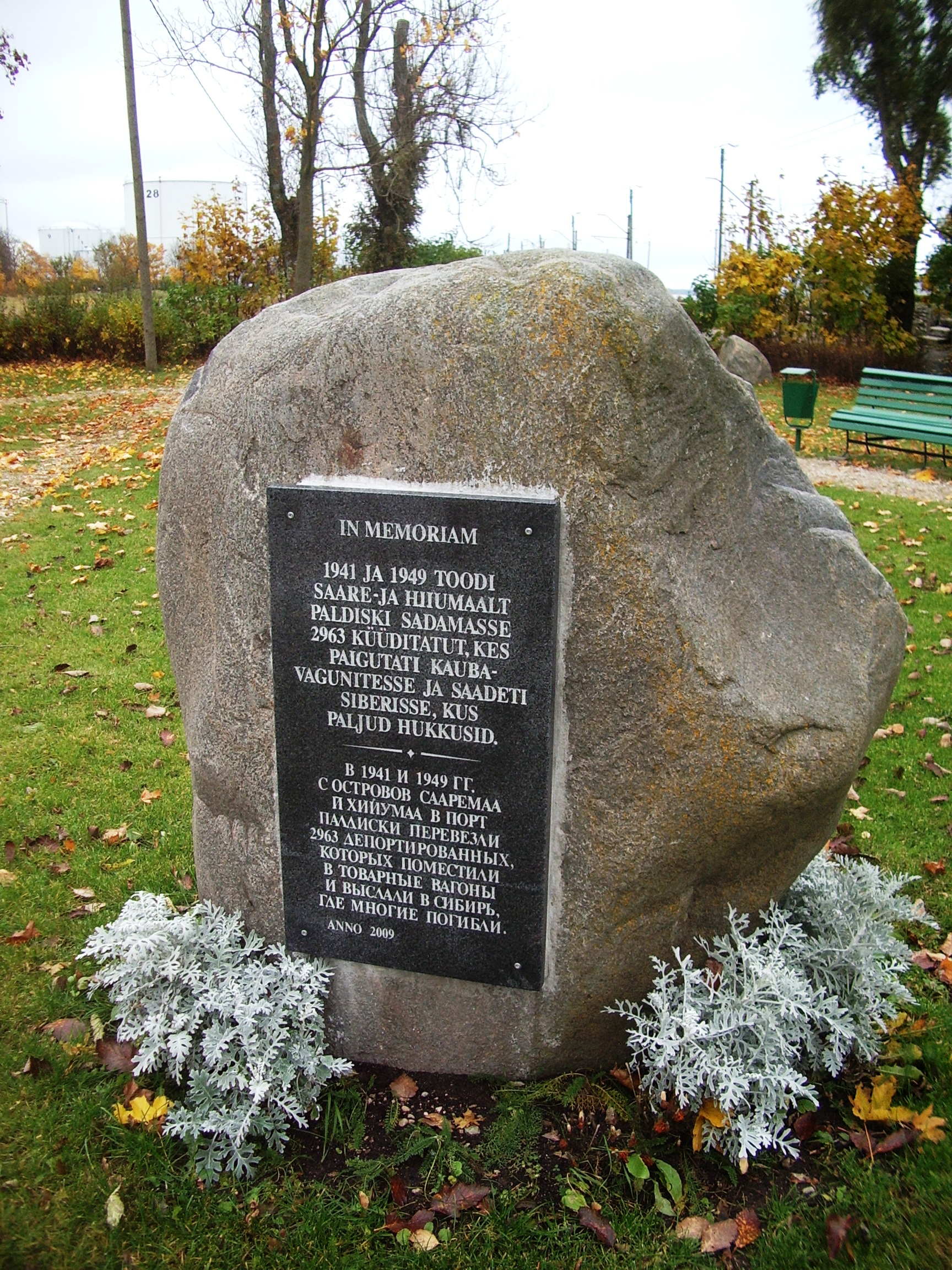
Monumentul din Paldiski al victimelor deportărilor din 1941 și 1941

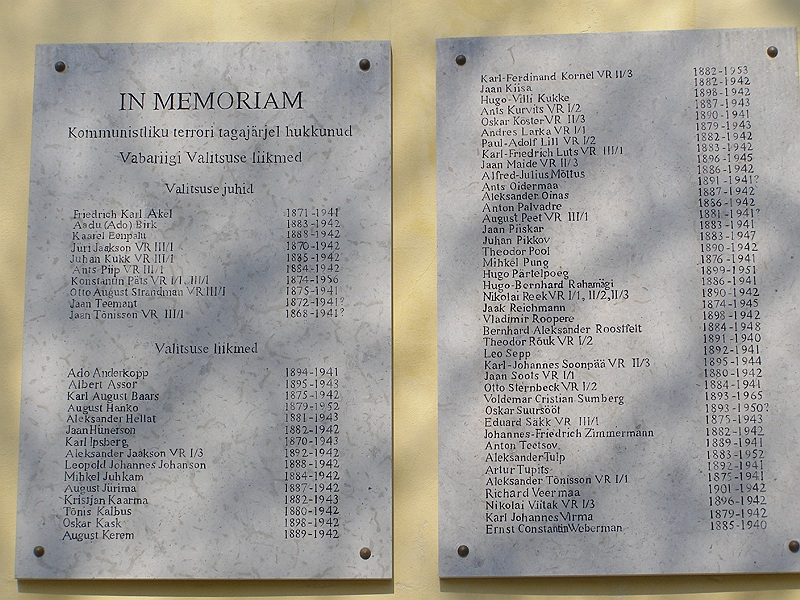
Placă memorială de pe clădirea Guvernului Estoniei care comemorează membrii guvernului uciși în timpul terorii comuniste

Pe 27 iulie 1950, diplomați estoni, letoni și lituanieni aflați în exil au cerut SUA să sprijine investigarea de către ONU a deportărilor în masă cu caracter de genocid care ar fi fost întreprinse de autoritățile sovietice în țările lor.

### Recunoașterea de către sovietici a deportărilor staliniste
Deportările ordonate de Stalin au fost criticate de  Hrușciov în raportul său la al XX-lea Congres al Partidului Comunist al Uniunii Sovietice. Hrușciov a numit aceste deportări „acte monstuoase” și „încălcări grosolane ale principiilor leniniste de bază ale politicii naționale a statului sovietic”. 

Pe 14 noiembrie 1989, Sovietul Suprem al Uniunii Sovietice a adoptat o declarație „Cu privire la recunoașterea ca ilegale și penală a actelor represive împotriva popoarelor care au fost supuse relocării forțate și la garantarea drepturilor acestora” în care a condamnat deportările staliniste a popoarelor ca fiind crimă teribilă, a garantat că astfel de încălcări ale drepturilor omului nu vor fi repetate și a promis că va restabili drepturile popoarelor sovietice reprimate.

### Procese și condamnări în Estonia
În 1995, după restabilirea independenței Estoniei, Riigikogu, parlamentul Estoniei independente, a declarat în mod oficial deportările drept crimă împotriva umanității. Mai mulți organizatori ai deportărilor din 1949, foști ofițeri ai MGB, au fost condamnați în temeiul articolului 61-1 § 1 din Codul penal. BBC a remarcat în aprilie 2009 că afirmațiile Estoniei privind genocidul nu sunt unanim acceptate.
- Johannes Klaassepp (1921–2010), Vladimir Loginov (1924–2001)[39]a fost condamnat la 8 ani cu suspendare și doi ani de probă pentru deportarea a 15 persoane și Vassili Beskov [40] a fost condamnat la doi ani cu suspendare și 3 ani de probă pentru deportarea a 21 de persoane.
- La 30 iulie 1999, Mihhail Neverovski (născut în 1920) a fost condamnat la patru ani cu suspendare și 3 ani de probă pentru identificarea a 278 de persoane în vederea deportării.
- La 10 octombrie 2003, August Kolk (născut în 1924) și Pjotr Kislõi (născut în 1921) au fost condamnați la opt ani cu suspendare cu trei ani de probă pentru deportările din Insula Saaremaa . Cazurile au fost aduse în fața  Curții Europene a Drepturilor Omului, inculpații pretinzând că în cazurile lor condamnării contraveneau principiului interzicerii aplicării retroactive a legilor penale, dar cererea a fost declarată „evident fără temei”.[41]
- Pe 30 octombrie 2002, Yury Karpov (născu în 1921) a fost condamant la opt ani cu suspendare și 3 ani de probă.

- Pe 7 noiembrie 2006, Vladimir Kask a fost condamnat la opt ani cu suspendare și trei ani de probă.

- Arnold Meri⁠(d) a fost pus sub acuzare, dar a murit în timpul procesului în aprilie 2009. [38]

- Acuzațiile împotriva lui Nikolai Zerebtsovi au fost retrase.

### Punctul de vedere al Rusiei
Federația Rusă, singurul stat succesor al Uniunii Sovietice, nu a recunoscut niciodată deportările drept infracțiune și nu a plătit nicio despăgubire. Moscova a criticat procesele baltice, numindu-le răzbunare, nu dreptate, și s-a plâns de vârsta criminalilor. Moscova a criticat procesele din statele baltice, condiserându-le răzbunare, nu dreptate, și s-a plâns de vârsta celor puși sub acuzare.
În martie 2009, societatea Memorial  a admis că deportările au fost o crimă împotriva umanității, dar nu le-au declarat genocid sau crime de război. În opinia lui celor de la Memorial, interpretarea evenimentelor din 1949 ca genocid nu se bazează pe dreptul internațional și este nefondată.

## Comitetul de anchetă
Comisia Internațională Estoniană pentru Investigarea Crimelor Împotriva Umanității a fost înființată de președintele Lennart Meri (care era unul dintre supraviețuitorii deporărilor din 1941) în octombrie 1998 pentru investigarea crimelor împotriva umanității comise în Estonia sau împotriva cetățenilor estoni în timpul ocupațiilor sovietice și naziste. Comisia s-a întrunit pentru prima oară în Tallinn în ianuarie 1999. Diplomatul finlandez Max Jakobson⁠(d) a fost numit șef al comisiei. Pentru asigurarea neutralității hotărârilor, printre membrii comisiei nu există cetățeni estonieni.

## Parlamentul European
Parlamentul European a emis pe 2 aprilie 2009 o decizie prin care a condamnat toate crimele împotriva umanității comise de toate regimurile totalitariste și autoritariste. Printre actele condamnate au fost și deportările din Estonia, pe care Curtea Europeană a Drepturilor Omului le-au apreciat ca fiind crime împotriva umanității. Parlamentul European a propus proclamarea zilei de 23 august ca o zi europeană a comemorării victimelor tuturor regimurilor totalitariste și autoritariste.